# Jesús de Tavarangüé (Paraguay)
Jesús es uno de los treinta distritos del departamento de Itapúa en Paraguay, ubicada a aproximadamente 40 km de la ciudad de Encarnación, capital del departamento. 
En esta localidad se encuentra uno de los puntos turísticos más visitados del país, la Misión jesuítica de Jesús de Tavarangué.

## Turismo
Jesús de tavarangûe posee varios atractivos turísticos, la más conocida de ellas sin dudas siendo la Misión jesuítica de Jesús de Tavarangué, declarada (junto con la Misión jesuítica de Trinidad) Patrimonio de la Humanidad por la Unesco en 1993.

## Ubicación
El distrito de Jesús se encuentra en la zona centro-sur del departamento de Itapúa. Tiene como límites a los siguientes distritos:
- Norte: La Paz y Hohenau
- Sur: Trinidad
- Este: Hohenau
- Oeste: La Paz y Capitán Miranda

## Acceso
Se puede acceder a ella mediante un desvío de aproximadamente 10 km de la Ruta 6 (que une las ciudad de Encarnación y Ciudad del Este) que se encuentra en el área urbana de Trinidad.

## Hidrografía
Encontramos los siguientes arroyos: Capii-bary Guasu, Capii-bary Mi, Poromoco, y Cambay.

## Edificios públicos
- Municipalidad
- Juzgado de Paz
- Policía
- Puesto de Salud
- Dirección de Turismo del Paraguay

## Educación
Cuenta con escuelas de nivel primario, un Colegio Nacional y un liceo.